# George Lawrence Stone
George Lawrence Stone (1886 - 19 de novembro de 1967) foi um baterista e escritor dos Estados Unidos. Escreveu livros como  Stick Control for the Snare Drummer (1935) e Accents and Rebounds for the Snare Drummer (1961), e entre seus estudantes estavam Joe Morello, Gene Krupa, Lionel Hampton e Vic Firth.

## Biografia
George Lawrence Stone nasceu em 1886, filho do professor e construtor de bateria George Burt Stone. Já novo aprendeu bateria e xilofone com seu pai, e também o ajudava em sua loja. Também estudou com Harry A. Bowers e Frank E. Dodge, aprendeu tímpano com Oscar Schwar e estudou teoria musical no Conservatório de Música de New England. Aos dezesseis se reuniu à união de músicos, tornando-se o membro mais jovem.
Após a morte de seu pai em 1917, passou a se responsabilizar pela loja. também escreveu artigos sobre técnicas de bateria. O baterista de jazz Joe Morello passou a estudar com Stone aos dezesseis anos. A relação de respeito era mútua, e Stone também incorporou algumas das técnicas desenvolvidas por Joe em seus livros. Enquanto sua fama na tutoria aumentava, a fábrica de seu pai estava em crise, eventualmente fechando as portas no fim da década de 1930. George continuou como professor na década de 1940, e entre seus alunos estava Vic Firth.
George morreu em 19 de novembro de 1967; sua esposa morreu dois dias após, e seu filho George Lawrence Stone Jr. morreu trinta e dois dias após o pai.